# Lilibeth Chacón García
Lilibeth Chacón García   (San Rafael del Piñal, 1 de març de 1992) és una ciclista veneçolana que competeix en carretera i en pista.
Al 2014 va ser suspesa durant dos anys per un positiu per EPO.

## Palmarès en ruta
- 2010
  -  Campiona de Veneçuela júnior en ruta
  -  Campiona de Veneçuela júnior en contrarellotge
- 2016
  - Vencedora d'una etapa a la Volta a Colòmbia
- 2017
  -  Campiona de Veneçuela en contrarellotge
  - Vencedora de 3 etapes al Tour Femení de Colòmbia
- 2018
  - Vencedora d'una etapa a la Volta a Colòmbia
- 2019
  - 1a a la Volta a Cundinamarca
  - 1a a la Clásica Nacional Ciudad de Anapoima
  - 1a la Volta a Veneçuela i vencedora d'una etapa
- 2021
  - 1a a la Volta al Tolima i vencedora de tres etapes
  - 1a a la Volta a Colòmbia i vencedora de quatre etapes
- 2022
  - Campiona Panamericana en contrarellotge
  -  Campiona de Veneçuela en contrarellotge
- 2023
  - 1a a la Volta al Tolima
  - 1a a la Volta a Guatemala i vencedora de dues etapes
  - 1a a la Volta a Colòmbia i vencedora d'una etapa
  - 1a a la Volta a Costa Rica i vencedora de les quatre etapes
- 2024
  - 1a a la Volta a Colòmbia i vencedora d'una etapa
- 2025
  -  Campiona de Veneçuela en contrarellotge

## Palmarès en pista
- 2011
  - 1a als Campionats Panamericans en Puntuació
- 2012
  - 1a als Campionats Panamericans en Scratch
- 2016
  -  Campiona de Veneçuela en Puntuació